# Volkswagen Tayron
Volkswagen Tayron — компактный кроссовер немецкого автоконцерна Volkswagen, находящийся в производстве с марта 2018 года.

## Первое поколение
В марте 2018 года был представлен концепт-кар VW Advanced Midsize SUV, параллельно с Volkswagen Touareg третьего поколения. В сентябре 2018 года автомобиль был представлен в Чэнду. Серийно автомобиль производится с октября 2018 года в Китае. Модификации: Tayron R-Line и Tayron GTE Plug-In Hybrid.
С апреля 2020 года производится автомобиль-купе Volkswagen Tayron X.
В 2023 году первое поколение Tayron прошло фейслифтинг.

### Технические характеристики
| Бензиновые двигатели | Бензиновые двигатели | Бензиновые двигатели | Бензиновые двигатели | Бензиновые двигатели | Бензиновые двигатели |
| Модель               | Объём                | Модель двигателя     | Мощность             | Крутящий момент      | Трансмиссия          |
| -------------------- | -------------------- | -------------------- | -------------------- | -------------------- | -------------------- |
| 1.4 '280 TSI'        | 1395 см3 (I4)        | EA211                | 150 л. с.            | 250 Н*м              | 7-скор. DSG          |
| 2.0 '330 TSI'        | 1984 см3 (I4)        | EA888 (DPL)          | 186 л. с.            | 320 Н*м              | 7-скор. DSG          |
| 2.0 '380 TSI'        | 1984 см3 (I4)        | EA888 (DKX)          | 220 л. с.            | 350 Н*м              | 7-скор. DSG          |

### Продажи
| Год  | Продажи | Продажи  |
| Год  | Tayron  | Tayron X |
| ---- | ------- | -------- |
| 2018 | 20235   |          |
| 2019 | 179428  |          |
| 2020 | 176595  | 12051    |

### Галерея

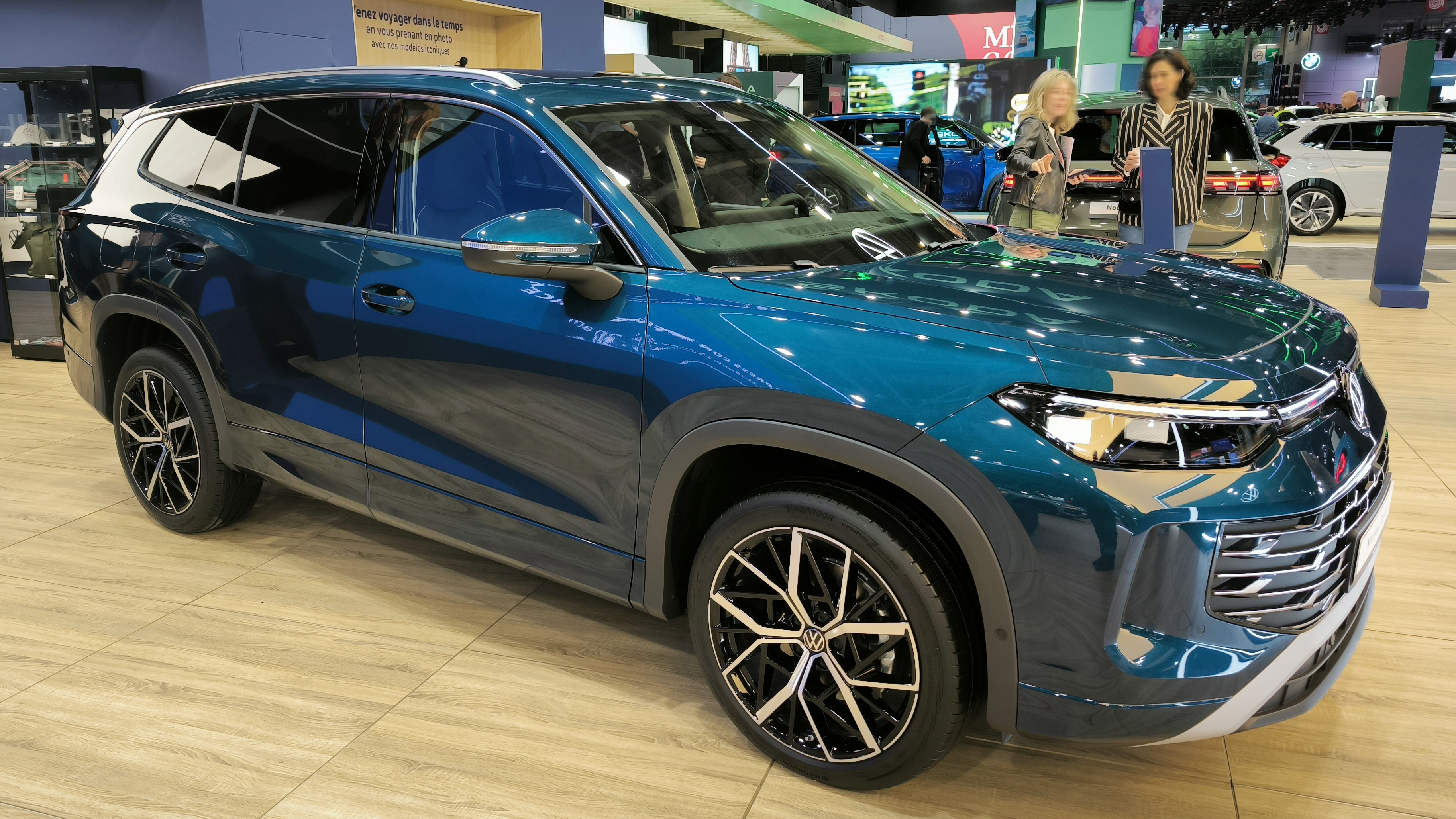
Вид спереди
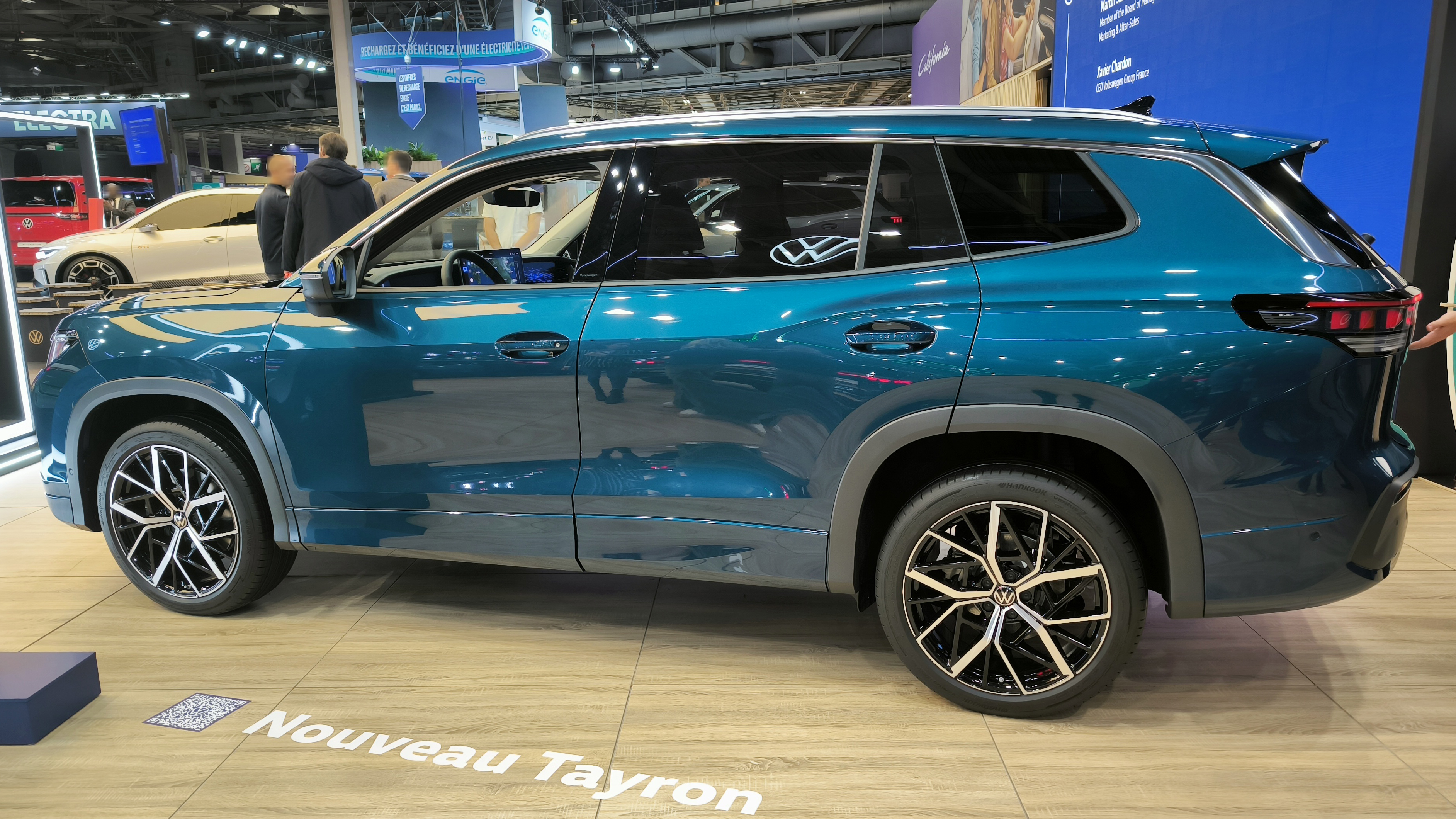
Вид сзади

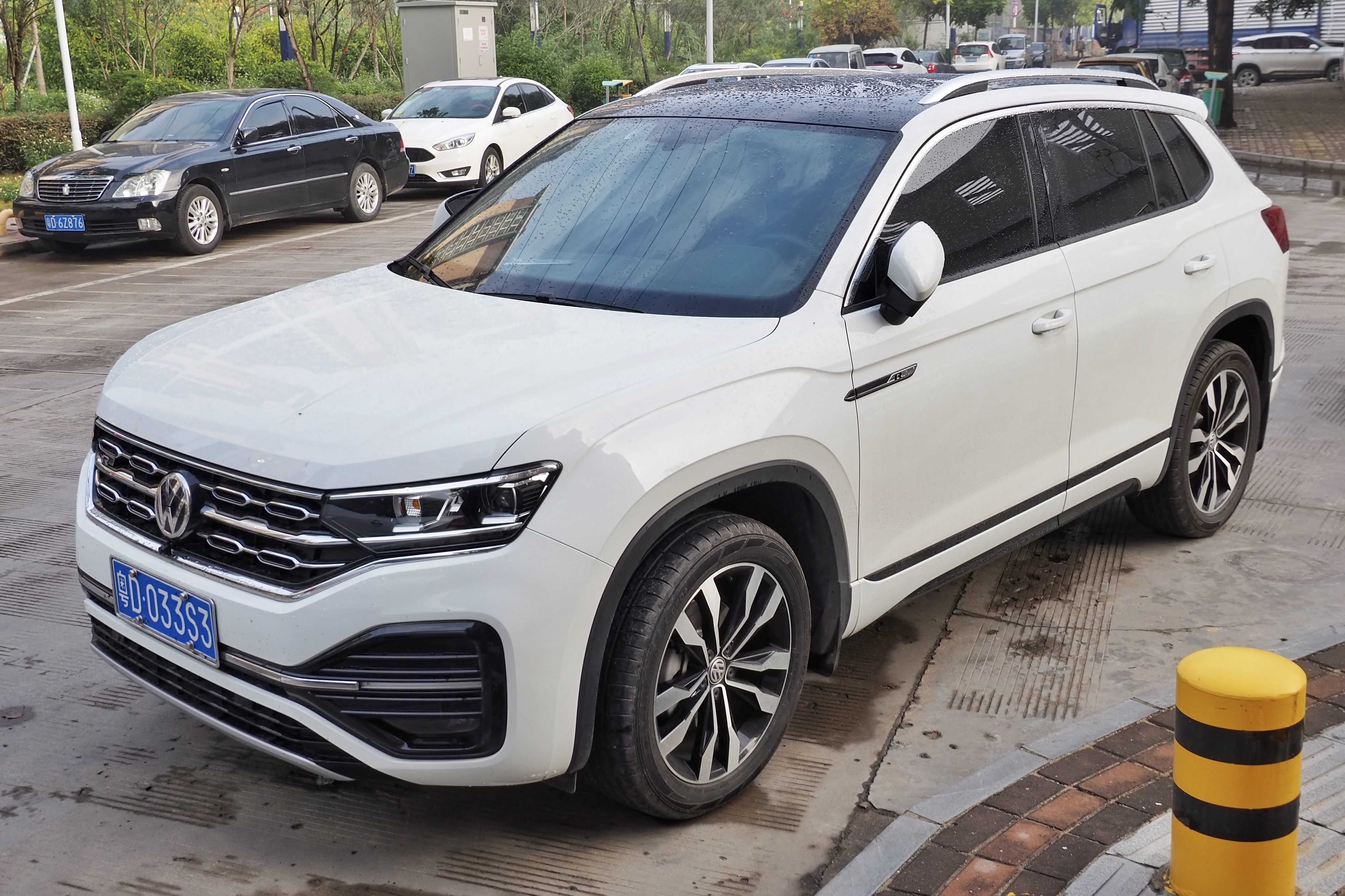
Volkswagen Tayron 380 TSI
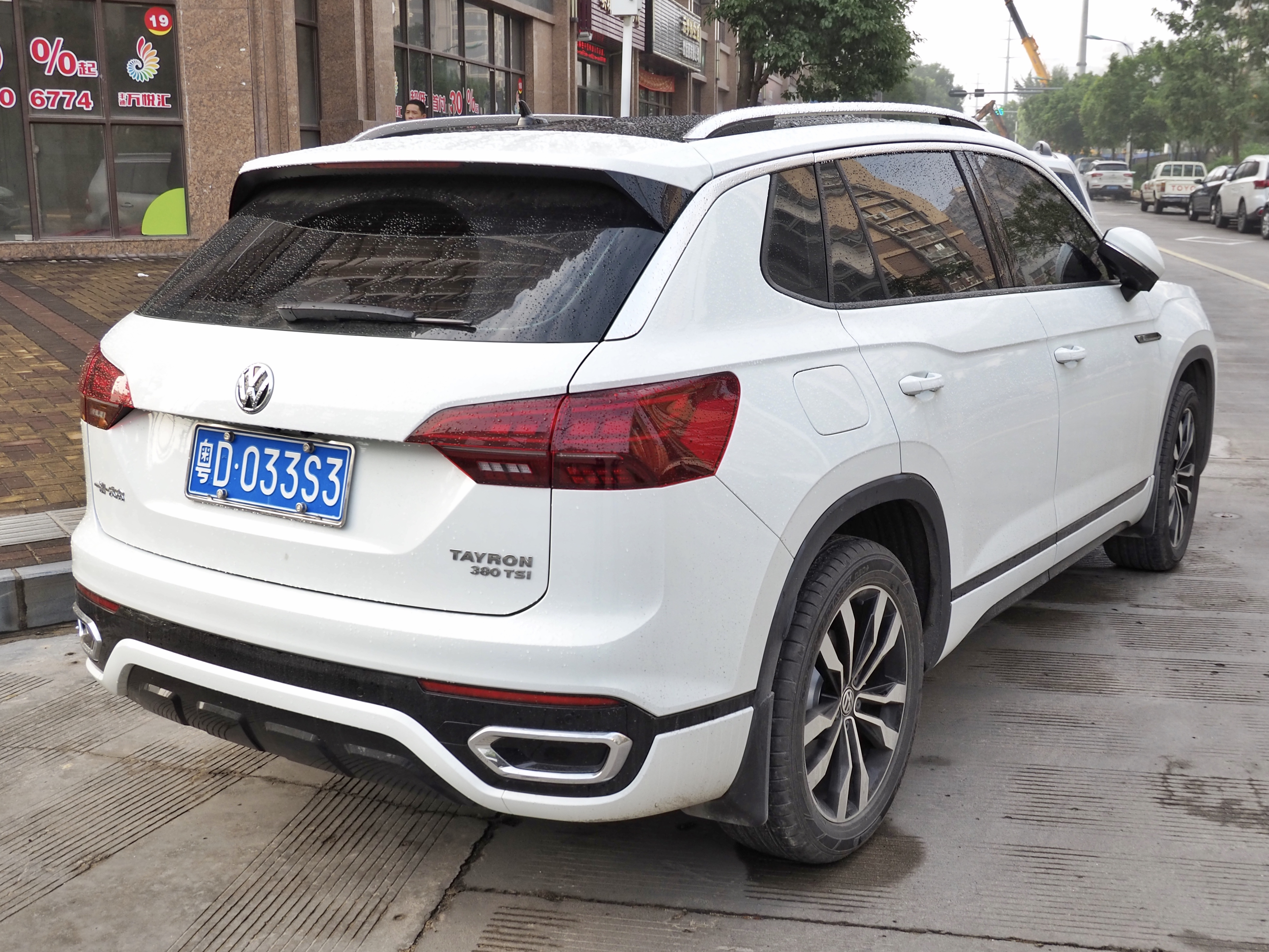
Volkswagen Tayron 380 TSI
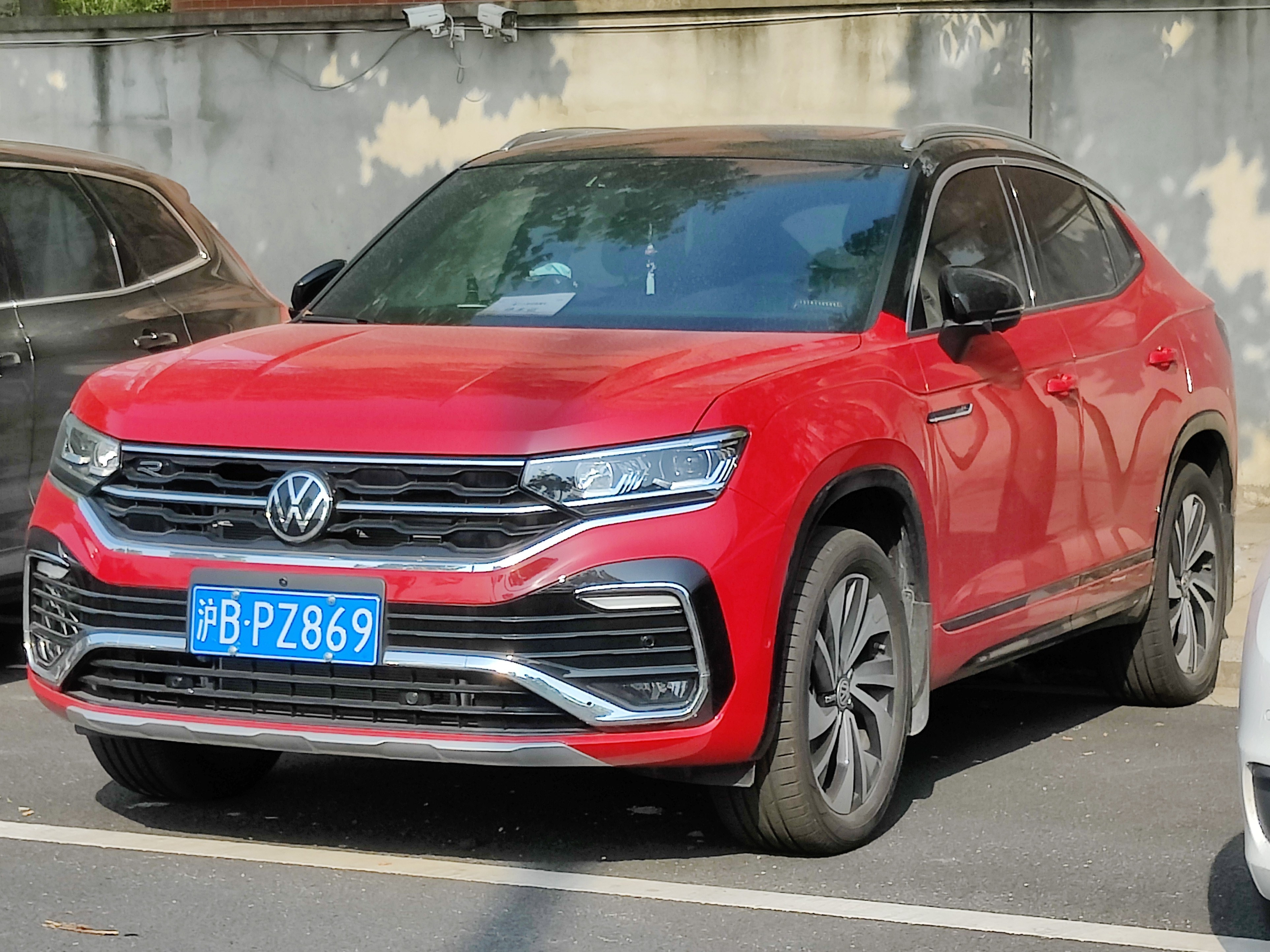
Volkswagen Tayron X
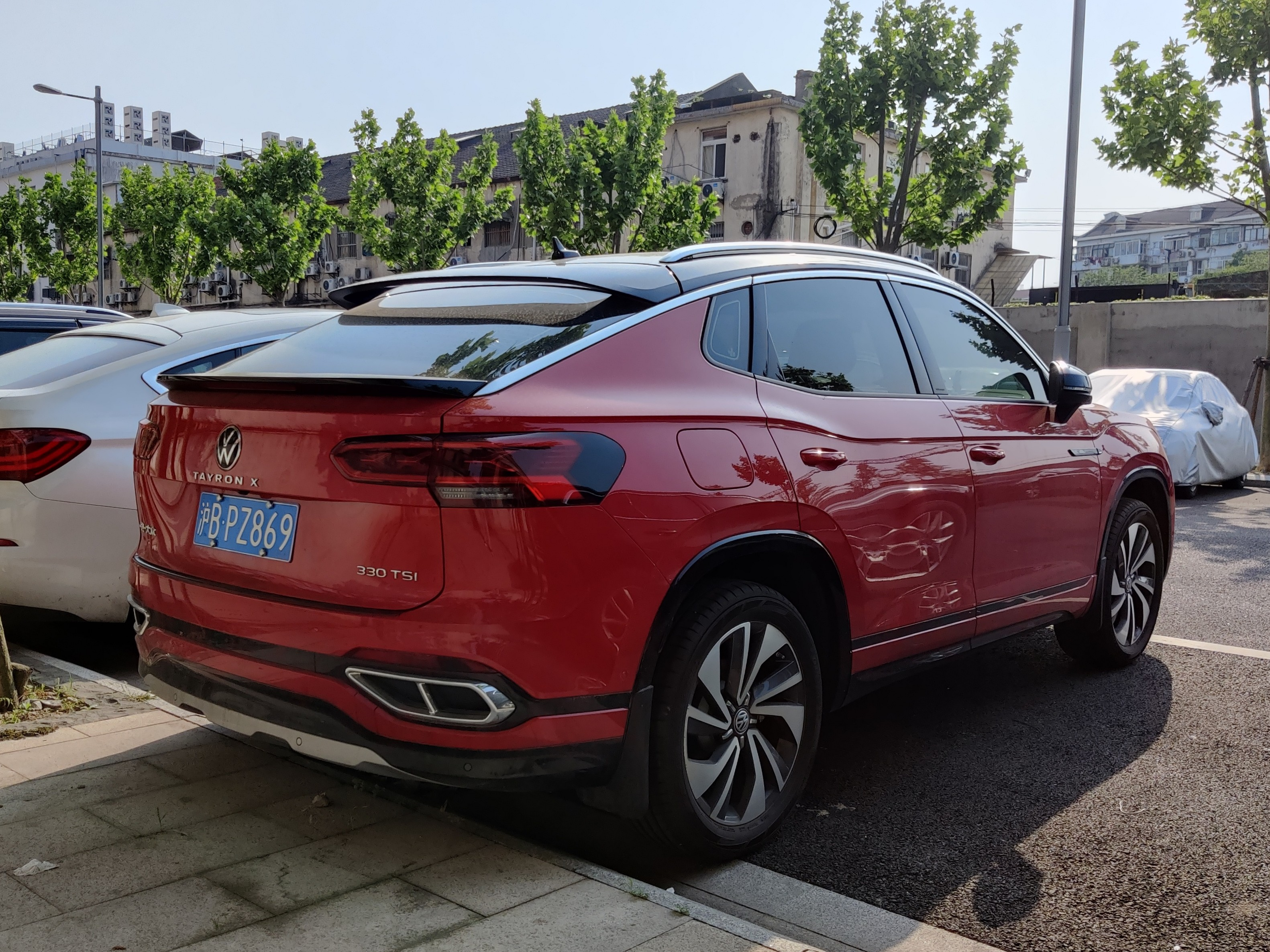
Volkswagen Tayron X
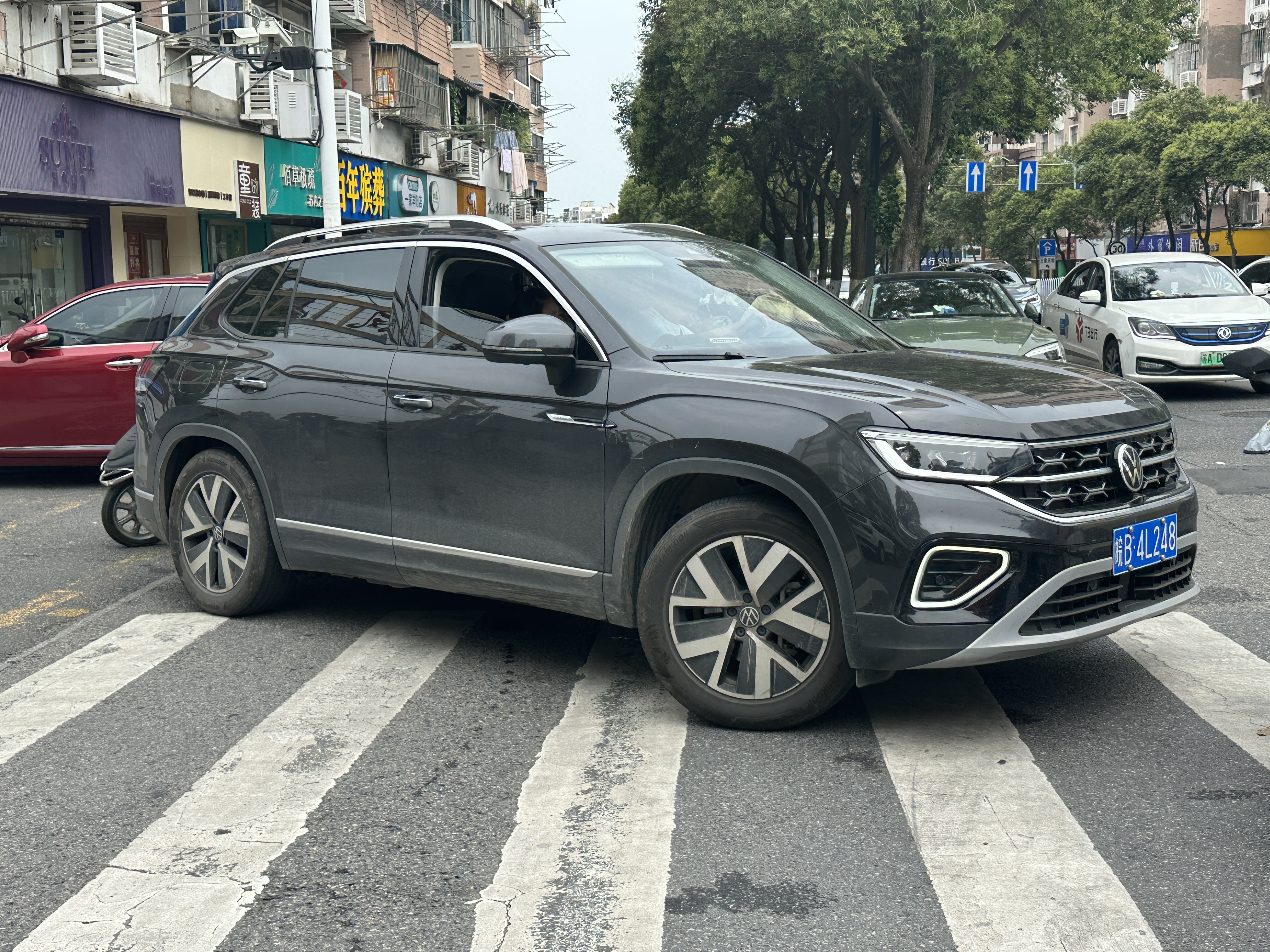
Фейслифтинг передней части
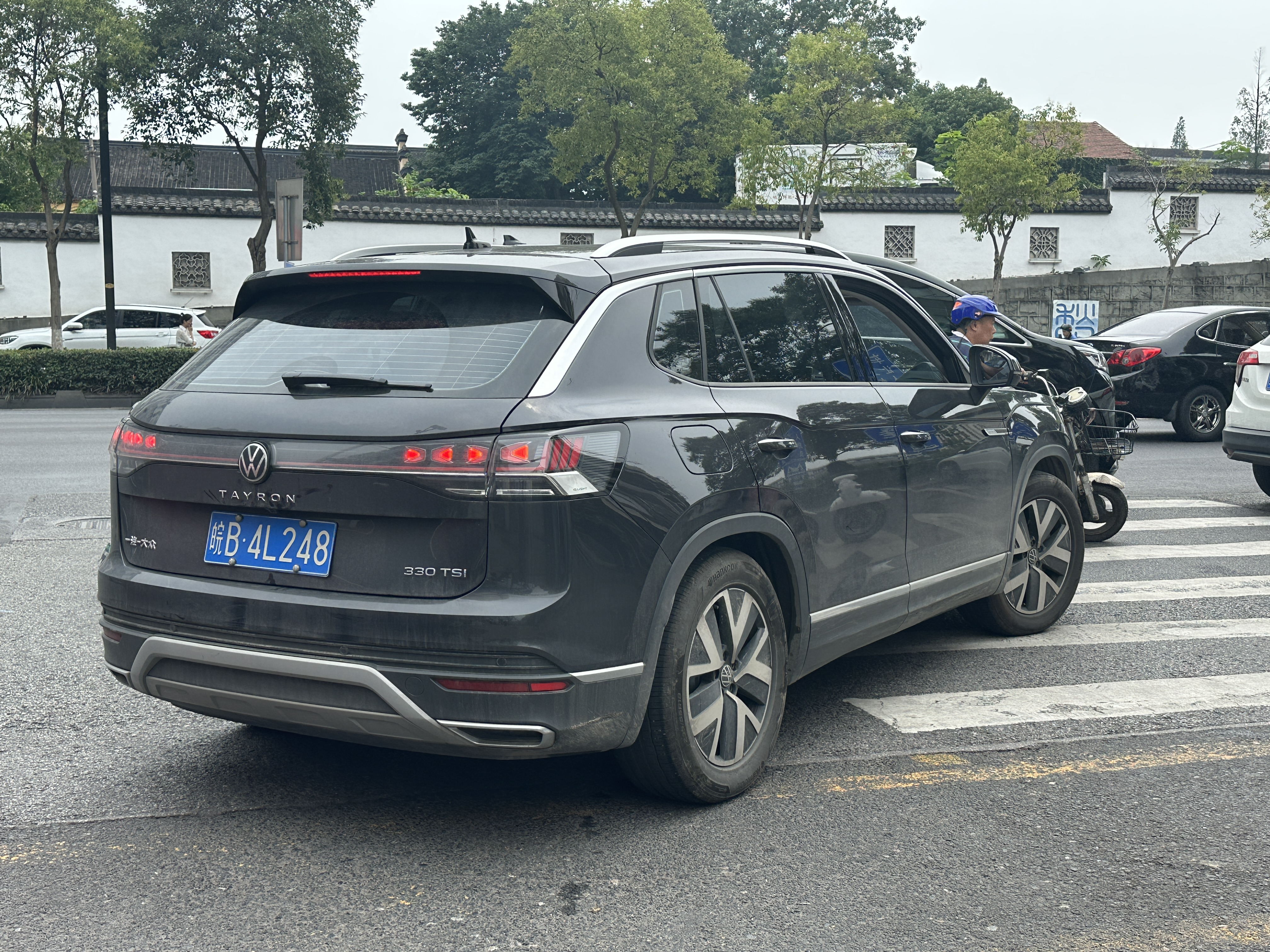
Фейслифтинг задней части
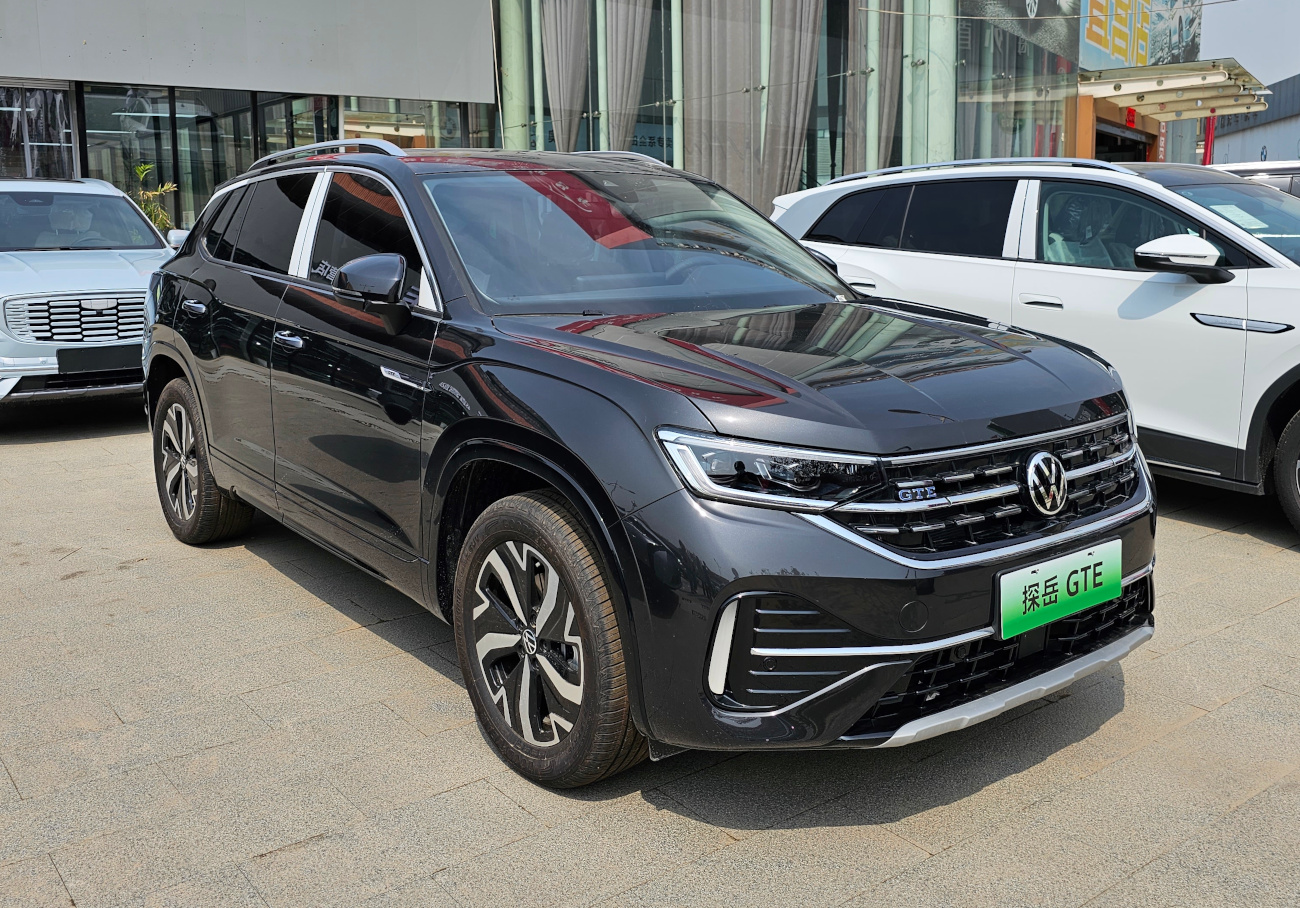
Volkswagen Tayron GTE
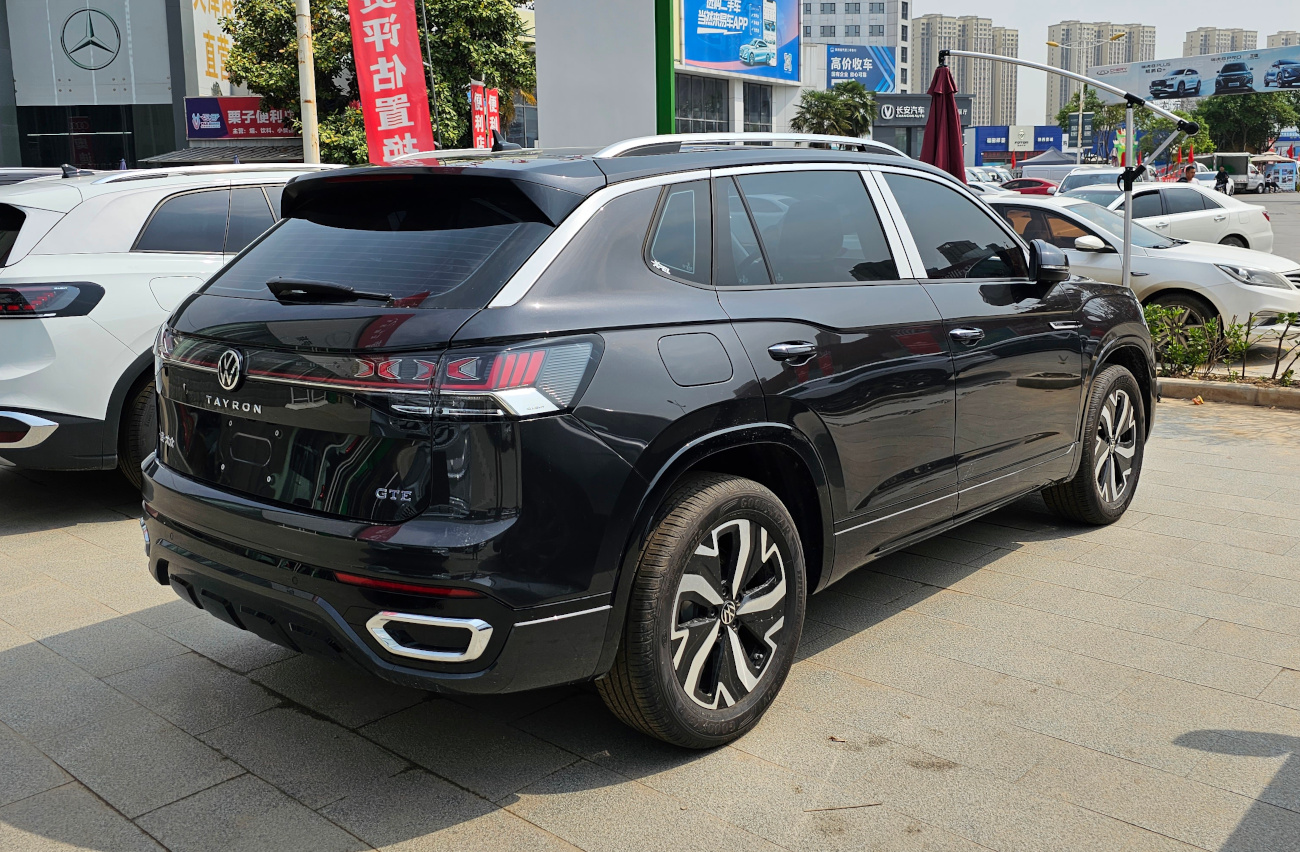
Volkswagen Tayron GTE

## Второе поколение
Второе поколение Volkswagen Tayron было представлено в октябре 2024 года на Парижском автосалоне. В иерархии автомобиль занимает промежуток между Tiguan и Touareg. Прямыми предшественниками являются длиннобазный Tiguan Allspace и трёхрядный Tiguan Mk2. Tayron второго поколения является первым автомобилем Volkswagen, который продаётся за пределами Китая. В Северной Америке, где Volkswagen Tiguan Mk2 продавался только с длинной колёсной базой, Tayron продаётся под маркой Tiguan. Производство Tayron Mk2 организовано в Вольфсбурге (Германия), Пуэбле (Мексика) и Чанчуне (Китай). В Китае второе поколение Tayron обозначено как Tayron L, чтобы обозначить его более длинные размеры и отличить его от модели первого поколения.

### Галерея
- Вид спереди
- Вид сзади